# Trinity Seven
Trinity Seven: Shichi-nin no Mashotsukai (яп. トリニティセブン 7人の魔書使い Торинити сэбун ситинин-но масёцукаи) — японская манга, созданная Кэндзи Сайто и нарисованная Акинари Нао. С 9 декабря 2010 года выпускается в журнале Dragon Age. В США манга была лицензирована компанией Yen Press. 7 октября 2014 года студия Seven Arcs представила премьерную серию аниме-адаптации манги Trinity seven.

## Сюжет
История сосредотачивается вокруг парня по имени Арата Касуга, который, в день Чёрного Солнце, узнал, что тот спокойный мир, в котором он жил последние дни, оказался лишь иллюзией, созданной при помощи Гримуара(Sora) его двоюродной сестры и подруги детства, Хидзири Касуга. На самом же деле, несколько дней назад, его город был уничтожен в результате инцидента, получивший название <Феномен Разрушения>, вызванный им самим , а его сестра поглощена этим странным феноменом в разлом  между временем и пространством. Теперь, дабы вернуть Хидзири, Арата принял решение поступить в магическую  Академию Библия которую спонсирует мировое правительство, где он повстречал семь красивых девушек-магов, называющих себя Семёркой Тринити.

## Персонажи
Илийский Фрагмент (яп. エリヤの断片  Илия) —
Это Гремуар Хидзири Касуга который заменял её для Аруты когда она отсутствовала Гремуар способен на усиления и смены формы так же стал Гремуарам Аруты 
Лилин Касуга (яп. 春日リリン Касуга Лилин) — Гремуар Лилит который впитал магию Аруты и принял человеческую форму считает себя ребёнком Аруты и Лилит  
Сэйю: Эри Китамура 
Sora Касуга (яп. 春日そら  Касуга Sora) — 
Гремуар Арата Касуга который принял человеческую форму 
Сэйю: Ёсицугу Мацуока
Арата Касуга (яп. 春日 アラタ Касуга Арата) — главный герой серии, обладающего способностью аннулировать магию и копировать магию других магов. После инцидента «Расщепитель», разрушивший его родной город и поглотивший его двоюродную сестру Хидзири, Арата решает спасти её с помощью Гримуара, которой Хидзири успела передать ему, и уезжает в Академию Магов, чтобы стать магом. Он, как правило, говорит в несколько извращенной форме и спокоен при опасностях. Там он узнает о том, что благодаря огромной магической мощи, он является кандидатом в архимаги. Его специальность — Господство (Власть / Правило / Подчинение / Приказ / Контроль) из архива Гордыни.
Сэйю: Ёсицугу Мацуока
Хидзири Касуга (яп. 春日 聖 Касуга Хидзири) — двоюродная сестра и лучшая подруга Арата Касуги. Её специальность — Гнев.
Сэйю: Аяка Сува
Лилит Асами (яп. 浅見 リリス Асами Рирису) — первая подруга, с которую нашёл Арата, поступив в академию. Её специальность - Похоть. 
Сэйю: Юми Хараеё
Арин Каннадзуки (яп. 神無月 アリン Каннадзуки Арин) — девушка, которая внешне очень похожа на Хидзири, к тому же, её специальность тоже Гнев.
Сэйю: Ая Утида
Леви Кадзама (яп. 風間 レヴィ Кадзама Рэви) — ниндзя, входящая в пятёрку лучших бойцов. Её специальность — Ожидание.
Сэйю: Аянэ Сакура
Селина Шерлок (яп. セリナ シャルロック Сэрина Сярурокку) — младшая сестра-близнец Шерлок. Полная противоположность старшей сестры,милая и любопытная девушка,но в отличие от Лизи не стремится к радикальным мерам в изучении своего архива. Так же как и старшая сестра использует магию чисел, способна связывать противника числовыми путами,тем самым его обездвижить. Селина используется архив - лень. 
Сэйю: Ая Судзаки
Юи Курата (яп. 倉田 ユイ Курата Юи) — одна из Семерки Тринити, обладающая способностью вызывать у окружающих состояние сна. Так как она обладает слишком большим магическим потенциалом, из-за которого все со слабой магической силой просто уснут, большую часть времени она проводила в собственном измерении, в котором представала перед попадающими туда во время сна людьми в виде взрослой девушки (хотя на самом деле она ещё школьница). После знакомства с Аратой она стала проводить много времени с остальными Тринити. Называет Арату «братиком» и ведет себя с ним как радостная маленькая девочка. Юи использует архив - жадность,её специальность — дружба.
Сэйю: Риэ Муракава
Лидзелот Шерлок (яп. リーゼロッテ シャルロック Ри:дзэроттэ Сярурокку) — старшая сестра-близнец Шерлок. Девушка, которая ради своих исследований, была готова на всё и поэтому она оставила пост стража гримуара и стала тёмным магом. Достигла больших успехов в своих исследованиях, но совершила ошибку и была запечатана в отдельном измерении. Лизи использует архив — лень. Её способности заключается в использовании магии чисел, так же она способна поглощать чужую маги и исследования.
Сэйю: Нао Тояма
Мира Ямана (яп. 山奈 ミラ Ямана Мира) — глава стража гримуара. Юная девушка ,с детства обладающая невероятной магической силой, избегала всяких знакомств,так как не хотела никому навредить,но после знакомства с Акио набирается решимости и решает изучить свой архив. Мира использует архив - гордости, её специальность - правосудие. 
Сэйю: Ёко Хикаса
Акио Фудо (яп. 不動 アキオ Фудо: Акио) — Красивая девушка обладающая невероятной физической силой, в бою пользуется техникой под названием ,,Мантра усиления", которая в многократно увеличивает физическую силу и защиту. Так же является стражем гримуара и напарницей Миры. В прошлом была одной из спригганов, которые защищали Небесную Библиотеку, но после её разрушил кандидат в архимаги из другого мира. Акио использует архив - чревоугодия, её специальность - вера. 
Сэйю: Рёка Юдзуки

## Восприятие критикой
Терон Мартин в обзоре первых 3 серий назвал Trinity Seven крайне противоречивым аниме, в котором забавные моменты обладают серьёзным подтекстом. Отнеся сериал к типичному гарему, он положительно отозвался о главном мужском персонаже, отметив, что тот не позволяет девушкам командовать собой, подыгрывает им, что вполне естественно для молодого человека его возраста.